# August von Brandis
August (Friedrich Carl) von Brandis (* 12. Mai 1859 in Haselhorst; † 18. Oktober 1947 in Aachen) war ein deutscher Maler und Zeichner. Er ist vor allem als Interieurmaler des deutschen Impressionismus bekannt und genoss bereits zu Lebzeiten hohes internationales Ansehen.

## Leben und Wirken
August von Brandis wurde im selben Jahrzehnt geboren wie beispielsweise Vincent van Gogh oder Lovis Corinth.
Wenngleich seine Eltern im Baltikum wohnten, war deren Wunsch, der Sohn solle seine Schulzeit in Deutschland verbringen. August von Brandis wohnte daher erst bei Verwandten in Hannover und dann beim Bruder in Berlin, der als Stenograph im Reichstag arbeitete.

### Berlin
Als Schüler zog er durch Berliner Museen zum Zeichnen und begann nach dem Abitur ein Studium der Medizin, das er jedoch abbrach. Er wechselte zu einem Studium an der Königlich-Preußischen Akademie der Künste zu Berlin. Zusätzlich legte er 1884 eine Prüfung als Zeichenlehrer ab und unterrichtete an einem Berliner Gymnasium zwecks Finanzierung seines Studiums. An der Akademie begann er an der akademischen Malerei zu zweifeln: „Es gab nichts, was mich hätte begeistern können […], nichts außer Manierismus.“ Er war erst in der Klasse von Hugo Vogel und nach dessen Ausscheiden in der des strengen Akademikers Anton von Werner, der ihm jedoch weitestgehende Freiheiten ließ. Privat erhielt August von Brandis Aufträge als Porträtist.
1890 gewann er einen Akademie-internen Wettbewerb mit der Arbeit „Die Auferweckung des Töchterlein Jair“, es folgten weitere religiöse Arbeiten. 1892 stellte er auf der "Berliner Akademische Kunstausstellung" aus, anschließend auf der Großen Berliner Kunstausstellung, dort wurde 1894 auch sein Werk „Grablegung Christi“ gezeigt. Er beteiligte sich mit Werken an der Ausstellung fast durchgehend bis 1900. Im Ehrensaal der Großen Münchener Kunstausstellung wurde erstmals die „Hochzeit von Kanaa“ ausgestellt, gemeinsam mit der Arbeit „Christus im Olymp“ von Max Klinger.
August von Brandis entwickelte eigene Lehrmethoden im Zeichenunterricht, das Preussische Ministerium beförderte ihn zum Leiter der Ausbildung von Zeichenlehrern. Ihm wurde die Kuratierung der Ausstellung Berliner Maler auf der Großen Kunstausstellung in München übertragen, von dort besuchte er auch die Künstlerkolonie Dachau.
Durch seine Professuren erst in Danzig, dann in Aachen entzog sich von Brandis dem Einfluss der akademisch-konservativ orientierten Behörden in Berlin. Trotzdem oder deswegen blieben Seitenhiebe nicht aus, so wurde seine pastose Malweise in einem Artikel in den Preußischen Jahrbücher als „verkleistert“ bezeichnet, und ihm Besserungsversuche attestiert.

### Künstlerkolonie Dachau
Um 1897 hatte sich in Dachau die Künstlerkolonie Neu-Dachau gebildet. Brandis stand in Kontakt zu Adolf Hölzel, mit dem ihn später eine lebenslange Freundschaft verband und von der ein reger Briefwechsel überliefert ist. Er arbeitete an Hölzels Malschule mit und wurde im Jahr 1900 Mitglied der Künstlerkolonie Dachau.
Als Teil der Künstlergruppe „Norddeutsche Werkstatt“ stellte Brandis 1904 gemeinsam mit Constantin Starck, Franz Stassen, Friedrich Klein-Chevalier, Richard Eschke, Berthold Genzmer und Franz Paczka im Berliner Künstlerhaus aus, die Gruppe löste sich aufgrund unterschiedlicher Positionen jedoch bald auf. Spätestens im selben Jahr wandte sich Brandis der schwerpunktmäßig Interieurmalerei zu und malte beispielsweise das Uphagensche Haus.
Am 1. Oktober 1904 wurde er zum Professor für Figuren- und Landschaftsmalerei an die Technische Hochschule Danzig berufen. Die Neue Pinakothek München erwarb im selben Jahr das Werk Durchblick. Im März 1906 stellte er gemeinsam mit Eugen Bracht, Albert Gartmann, Konrad Lessing und Hans Licht aus.
In Dachau orientierte sich von Brandis vor allem an der Malerei der Künstler von Paris und deren impressionistischen Stil im Sinne der Schule von Barbizon. Im Rahmen der Deutschen Kunstausstellung in der Kunsthalle Bremen mit einer integrierten Sonderausstellung nordwestdeutscher Künstler im Jahre 1908 stellte er seine neuen Erfahrungen und Techniken erstmals vor. Die Kunstchronik schrieb 1909: Die Interieurs, die der Künstler in den letzten Jahren auf der Berliner Kunstausstellungen zeigte, gehörten zu den malerisch besten Leistungen, die man dort begegnen konnte. Auf Brandis Initiative hin, verbrachte Hölzel und der Kreis drei Monate in Monschau, um dort zu malen.

### Aachen

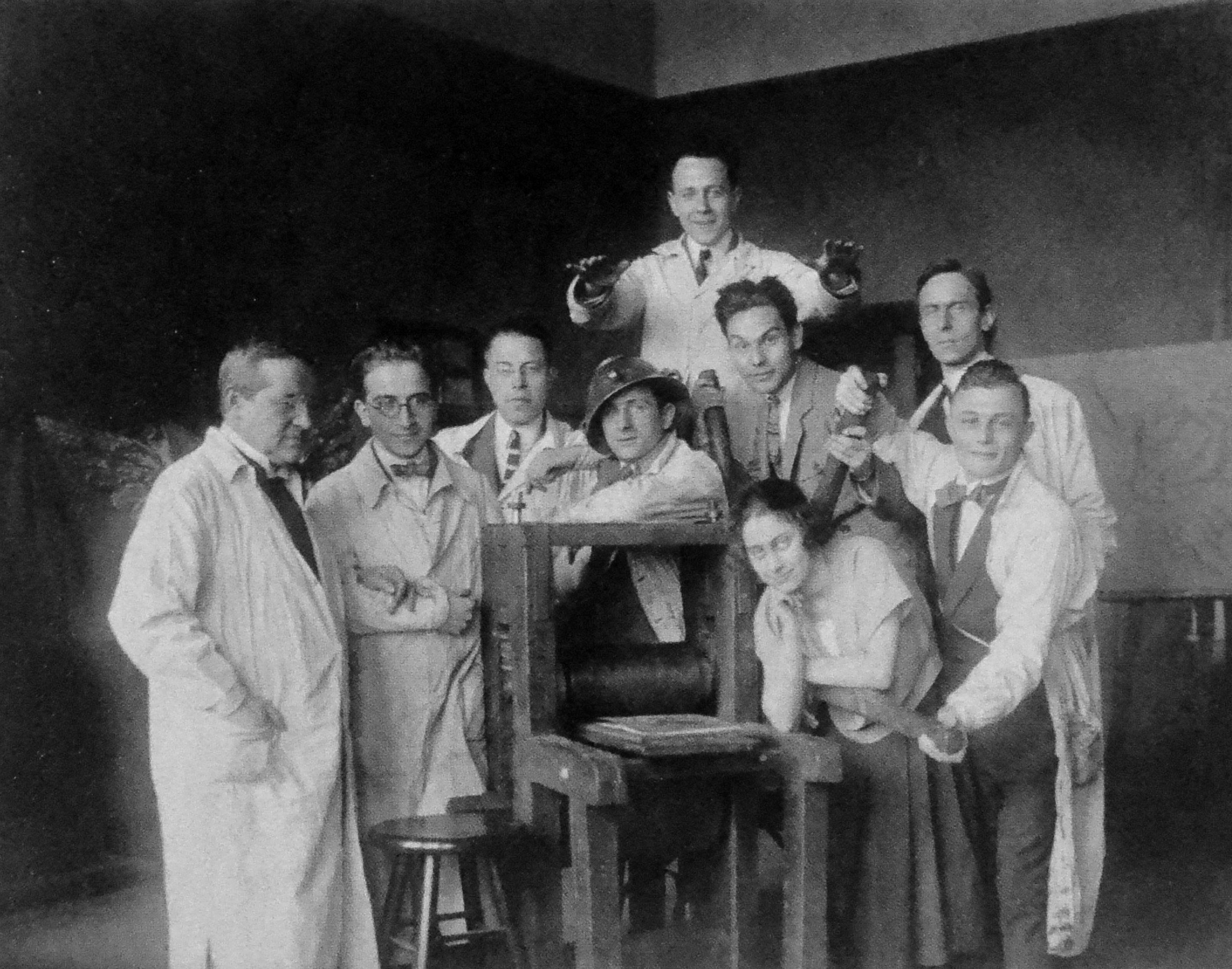
August von Brandis (links) mit Studenten der Architekturfakultät, 1920er Jahre

Das Suermondt-Museum hatte bereits 1902 die „Grablegung Christi“ vom Künstler selbst geschenkt bekommen. Im Jahr 1909 wurde von Brandis als Nachfolger von Alexander Frenz an die Fakultät für Architektur der RWTH Aachen als ordentlicher Professor für Figuren- und Landschaftszeichen sowie Aquarellmalerei berufen. Brandis hatte auch diverse universitäre Ämter inne und war 1925/26 Dekan. Neben den Studenten nahm er auch freie Schüler auf. Zu seinen Schüler gehörten u. a. Fritz Faber, Karl Theodor Heimbüchel, Adolf Kogel, Jo Hanns Küpper, Rolf Robischon, Adolf Wamper, Vincent Weber, Benno Werth und Heinrich Wolff.
1910 und 1911 erhielt Brandis die von Kaiser Wilhelm II. gestiftete Goldene Medaille für Kunst bei der Großen Berliner Kunstausstellung und 1911 die Goldene Medaille der Kunstausstellung in München. Zwischen 1910 und 1918 wurden seine Arbeiten im Ausland gezeigt, darunter in Santiago (Chile), Rom, Paris, Buenos Aires, Toronto und Sofia, teilweise auch auf Initiative der Deutschen Gesellschaft für christliche Kunst. 1914 wurde die Arbeit „Herbstsonne“ auf der Biennale in Venedig sowie die „Morgenstimmung“ auf der Großen Berliner Kunstausstellung ausgestellt.
1929 wurde August von Brandis emeritiert, sein Nachfolger wurde Hermann Haas. Zum 1. Mai 1933 trat Brandis der NSDAP bei (Mitgliedsnummer 2.139.085). Gemeinsam mit anderen ehemaligen Kollegen protestierte von Brandis in den späten 1930er Jahren erfolgreich gegen eine „kriegesbedingte Schließung“ der Hochschule durch die Nationalsozialisten. Zwecks Ausschmückung der eigenen Räumlichkeiten holte sich die NSDAP-Kreisleitung Aachen-Stadt das Werk „Krönungsaal“ aus dem Suermondt-Ludwig-Museum als „Dauerleihgabe“. Das Werk verschwand später und gilt als verschollen.
Durch den Oberbürgermeister wurde ihm 1939 die Suermondt-Plakette überreicht. Von Brandis wurde als „meisterlicher Schilderer Alt-Aachener Wohnkultur“ und seine Werke als „farbensatt“ bezeichnet. Tatsächlich jedoch lehnte Brandis eine rein akademische Malerei ebenso ab wie den Einsatz intensiver bunter Farben.

## Werk

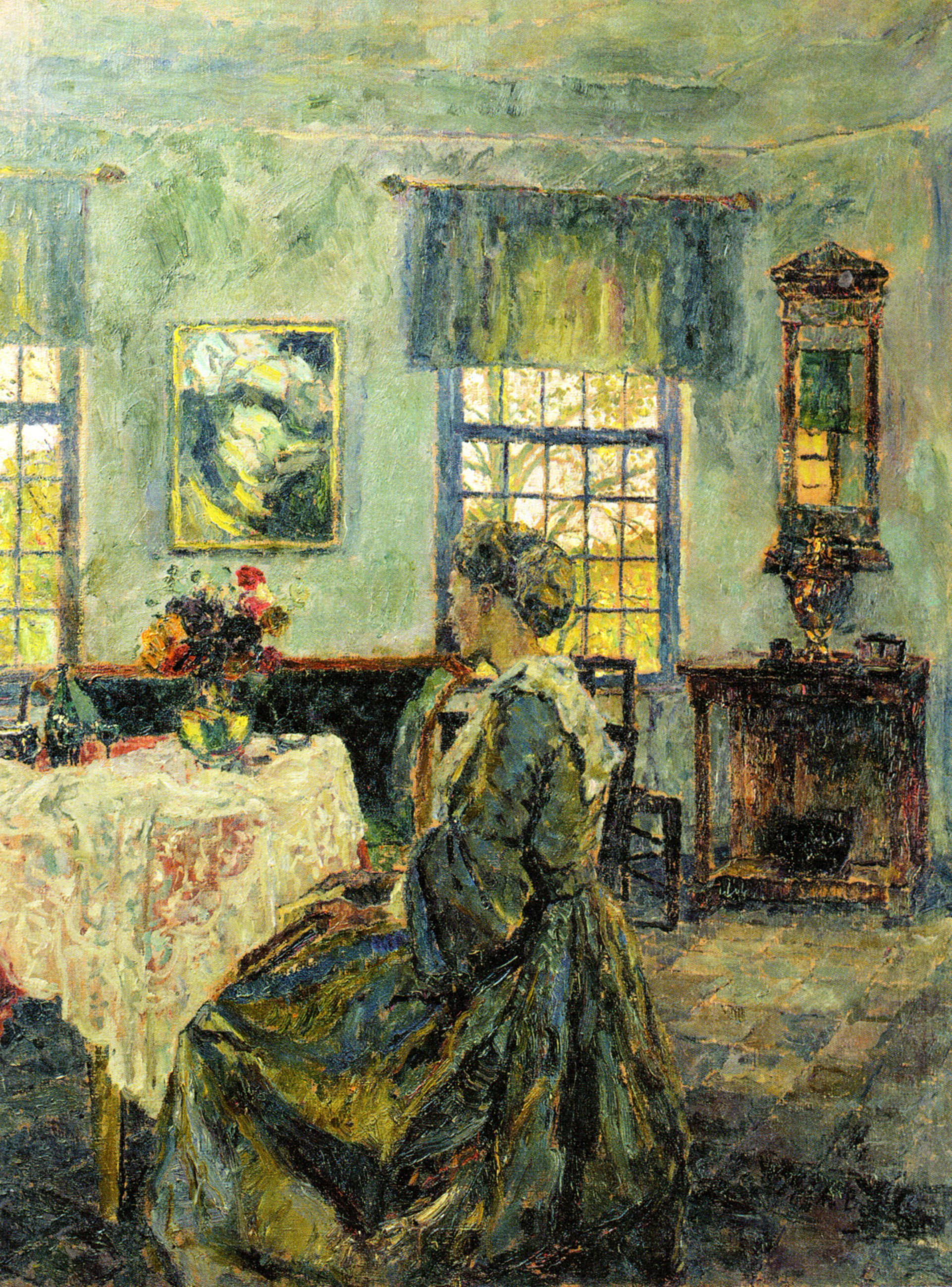
Bertha von der Kuhlen, die Ehefrau auf einem Gemälde des Künstlers

In einer Rezension 1914 in der Kunst und Künstler welche von Bruno Cassirer herausgegeben wurde, wird Brandis im Gegensatz zu anderen Impressionisten den „ehrlichsten Willen zur malerischen Formsuche“ bescheinigt. Das impressionistische Werk umfasst vornehmlich Interieure, Brandis gilt als bedeutendster Interieurmaler des deutschen Impressionismus. Porträts beispielsweise malte Brandis nur in Einzelfällen, vornehmlich seiner Familie.

### Das religiöse Frühwerk
Das noch 1897 auf der Großen Berliner Kunstausstellung gezeigte Werk „Hochzeit zu Cana“ ist durch seinen Lehrmeister Anton von Werner inspiriert und im Stil des Historismus. Allgemein ist sein Frühwerk der sakralen Kunst zuzurechnen. 1909 beteiligte er sich u. a. mit Lovis Corinth an der Ausstellung für Christliche Kunst in Düsseldorf, beiden wurde in einer Kritik bescheinigt, weniger durch theologische als vielmehr durch künstlerische Qualitäten zu überzeugen.
Die beiden sakralen Werke „Grablegung“ und die „Hochzeit zu Cana“ werden permanent in St. Foillan ausgestellt. In ihrem Großformat stellen diese eine imposante Bereicherung dieser Kirche dar.

### Der Gartenpavillon
Die Hinwendung zum Malen impressionistischer Interieure begann kurz vor der Jahrhundertwende, wo er ein von Jakob Couven entworfenes Rokoko-Gartenhaus auf dem Anwesen der Schwiegereltern in Kaldenkirchen malt, und fällt in jene Epoche, als seine religiösen Arbeiten die größte Anerkennung des Publikums genossen. Kaum ein Motiv ist in so vielen Innen- und Außen-Ansichten von Brandis gemalt worden, wie das Gartenhaus, daraus entwickelte er später die „Raumbilder“.

### Die „Raumbilder“

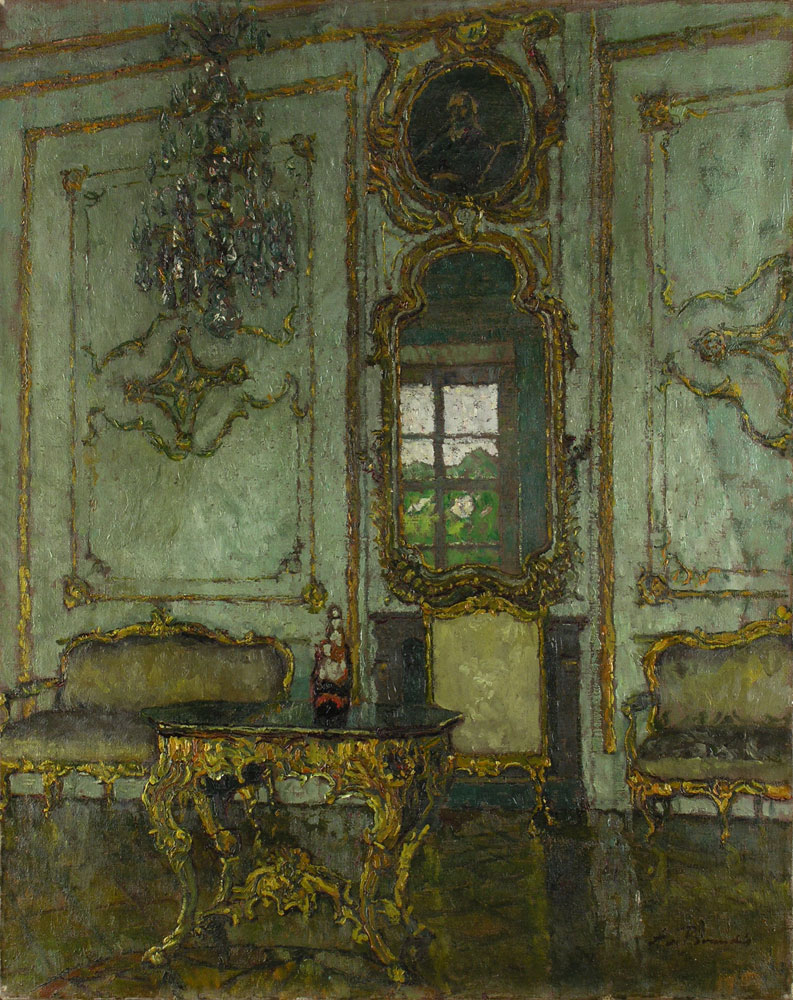
Rokokozimmer in der Würzburger Residenz

August von Brandis hatte die französischen Impressionisten bei Paris-Aufenthalten kennengelernt und teilte auch deren Ansichten. Trotzdem unterschied sich (vergleichbar den anderen deutschen Impressionisten) die Malerei von der in Frankreich. Er wandte sich anstatt der Malerei im Freien, dem Malen von Innenräumen zu, wenngleich er den Begriff „Interieure“ ablehnte, da diese ein Abbild vergleichbar einem Stillleben anstreben, während es ihm um die wechselnden Lichtverhältnisse gehe, er bevorzuge daher den Begriff „Raumbilder“.
August von Brandis widmete fortan einen Großteil seines Werks historischer Innenarchitektur, darunter dem 1929 eröffneten Biedermeier-Zimmer des Couven-Museum im Haus Fey und dem Roten Haus in Monschau.
Viele seiner Reisen waren dem Aufsuchen und Malen von historischen Räumen gewidmet, vornehmlich in Deutschland, aber auch nach Italien, den Niederlanden und Frankreich. Brandis und Carl Moll waren sich einig, keine Räume zu malen, welche gegenwärtig bewohnt werden.

### Arbeiten im Kontext der RWTH-Aachen
- Entwürfe für die Glasfenster des Walter-Rogowski-Instituts der RWTH-Aachen. Diese zeigen deutlich den Bezug zu Adolf Hölzel und dienten dessen Glasfenster im Stuttgarter Rathaus als Vorbild. Bedingt durch den Zweiten Weltkrieg war es allerdings nie zu einer Fertigstellung der Aachener Glasfenster gekommen.

- Gemälde Schmelzlaboratorium im Hüttenmännischen Institut mit Professor Wilhelm Borchers (1856–1925) als Beispiel von Arbeiten, die in thematischer Beziehung zur RWTH stehen und die allerdings noch nicht alle aufgefunden worden sind oder zugeordnet werden konnten.
- Eisenhütteninstitut der Technischen Hochschule zu Aachen
- Gedenktafel der Hochschule für die gefallenen Studenten im Ersten Weltkrieg[18]

## Die Bedeutung der Farbe im Werk von Brandis
Einer Rezension zufolge „geht das Licht in Werken von Brandis von einem Fleck aus, und strahlt auf Gegenstände im Interieur, dabei wird die Wirkung gemildert, durch die Auflösung in die Spektralfarben. Weiterhin heißt es an einem Beispiel: Der laute Jubel des Weiß, des Gold und der Marmorfarben dieser schönsten Rokokokirche ist hier im Bild weise gedämft und leise abgestimmt auf Grau und Gelb.“ Richard Hamann schreibt 1925 über das Werk von Brandis: „Welche neuen Farbensensationen durch diese auf den Reiz als solchen sich zurückziehende, impressionistische Kunst in reinen Stilleben gewonnen wurden.“

## Werke (Auswahl)

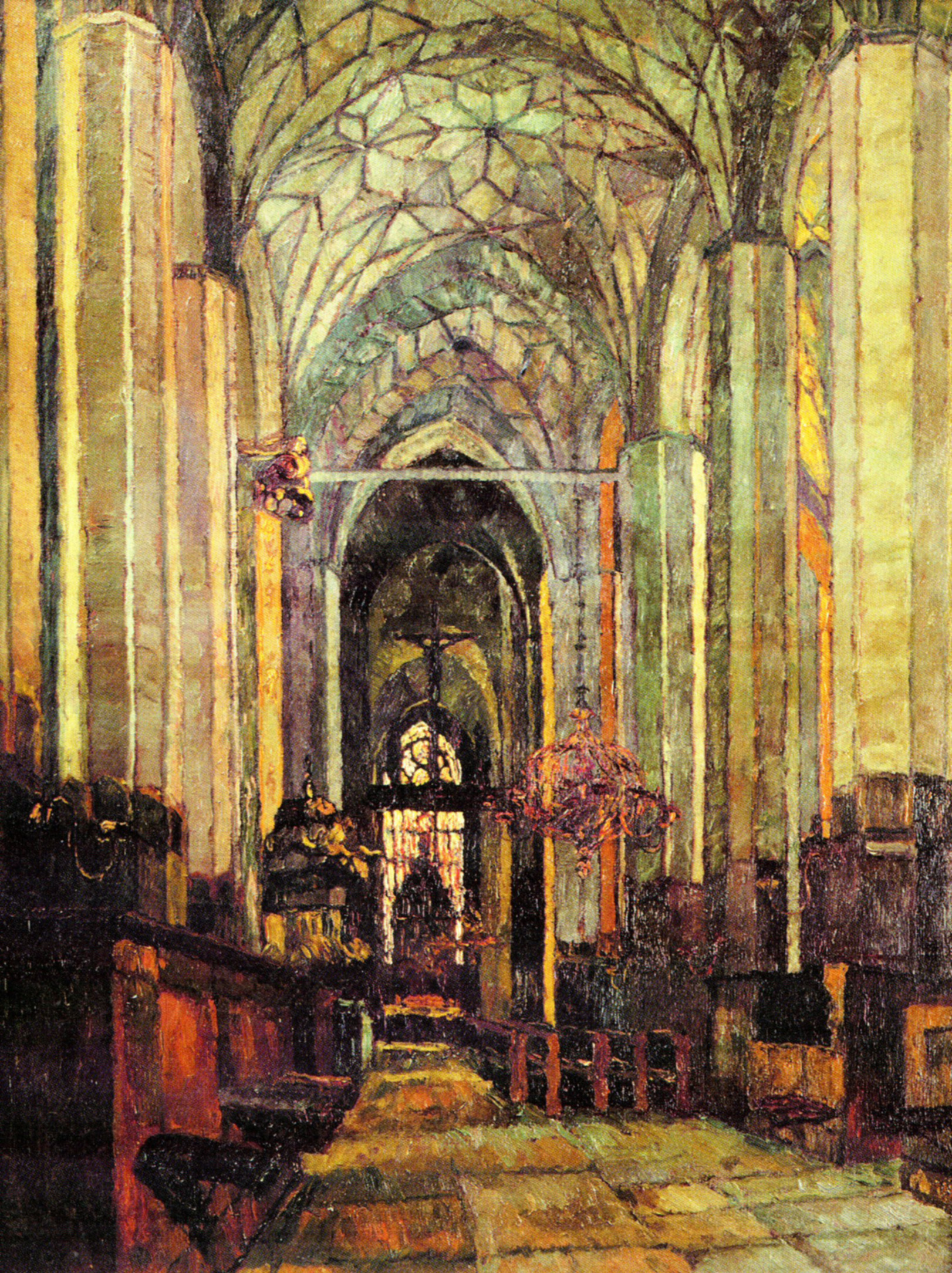
St. Marien in Danzig, 1921

Die städtischen Museen in Aachen und die Hochschule verfügen über eine Sammlung, die nahezu alle Entwicklungsphasen Brandis veranschaulicht, wobei viele der Bilder einen konkreten Bezug zu Aachen haben. Werke sind u. a. in folgenden Museen zu finden:
- „Und sie folgten Ihm nach“, Ausstellung im Münchener Glaspalast
- „Junge Frau mit Wickelkind vor Klosterpforte“, 1891
- „Betendes Mädchen“ Akademie der Künste, Berlin[21]
- „Im Kaldenkirchener Gartenhäuschen“, 145 × 105 cm.[22]
- „Mädchen am Tisch vor Veranda“, NS-Versteigerungsauftrag (4. Dezember 1938)[23]
- „Die rote Decke“, Sonne auf Tisch mit roter Decke und dunkler Vase 92 × 66 (In: Westermanns Monatsheft Nr. 2/1917, versteigert 1931 bei Lempertz)[24]
- „Blick ins Spiegelkabinett“, 1900 Martin von Wagner Museum Würzburg, erworben 2013.[25]
- „Durchblick“, Neue Pinakothek, 83 × 68 cm, München, angekauft 1904[4]
- „Stimmung in Blau (Interieur)“, 1911 Ankauf aus der Großen Berliner Kunstausstellung, Nationalgalerie Berlin, verschollen.[26]
- „Morgenstimmung“, ausgestellt auf der Großen Berliner Kunstausstellung, 1914[27]
- „Herbstsonne“, (Sole Autennale) 128 × 100 cm, 1914 gezeigt auf der 11. Biennale in Venedig,[28] 1915 Ankauf durch die Museen der Stadt Aachen / Suermondt-Ludwig-Museum Aachen, verschollen.[29]
- „Interieur aus einem Gartenhaus“, 1915 Ankauf aus der Großen Berliner Kunstausstellung, Nationalgalerie Berlin, verschollen.[30]
- „Wuerzburger – Schloss / Empfangsraum – Stimmung in weiss, zwei gelbe sophas“, 83 × 66 cm[31]
- „Herbstwald“, 50x68 ehemals Sammlung Arthur Dahlheim

## Ausstellungen
Werke von Brandis wurden zu Lebzeiten mehrmals in der Großen Berliner Kunstausstellung und im Glaspalast in München gezeigt sowie im Jahr 1900 auf der Jahresausstellung der Genossenschaft der Bildenden Künstler Wiens.
Einzelausstellungen zeigten u. a. das Städtische Museum Danzig, das Städtische Museum Düsseldorf, das Kaiser-Wilhelm-Museum in Krefeld 1914–1915 in dessen Oberlichtsaal und als letzte große Ausstellung zu Lebzeiten von Brandis 1939 das Suermondt-Museum. 1921 zeigte das Leopold-Hoesch-Museum in Düren die Ausstellung „Drei rheinische Maler“ mit Werken von Brandis, Hermann Peters und Louis Ziercke.
Galerien in vielen deutschen Städten zeigten Ausstellungen oder führten Werke von Brandis, beispielsweise das Kunsthaus Hermann Zirkel 1917 in Bonn und die Galerie Eduard Schulte in Berlin 1925 und 1928.
1999 wurde eine größere Anzahl seiner Werke anlässlich einer Ausstellung im Krönungssaal des Aachener Rathauses und im Haus Troistorff in Monschau gezeigt und katalogisiert. Dieser erste Katalog beinhaltete mehr als 70 großformatige Ölgemälde in seinem vom klassischen Realismus ausgehenden und vom Impressionismus beeinflussten Stil. Neben den Landschaftsbildern sind es vor allem Licht durchflutete Interieurs.
Im Simferopol Art Museum auf der Krim waren bis 2006 Werke von Brandis ausgestellt, die als Kriegsbeute im Zweiten Weltkrieg dorthin gelangt waren. Diese sehr charakteristischen Werke mit Interieurs, Stillleben und Gartenhäuschen wurden mittlerweile nach Deutschland restituiert, mindestens eines davon stammte aus dem Suermondt-Museum.
Das Tuschererhaus in Monschau zeigte 2010 in der Ausstellung „Alte und neue Gemälde“ Werke von Brandis. Im Jahr 2013 zeigte die Galerie Barthelmess & Wischnewski in Berlin Werke von Brandis in der Ausstellung Meister des Lichts. 2015 nahm die Sendung Lieb & Teuer des NDR ein Gemälde zum Anlass für eine Reise zum Kaldenkirchener Gartenhaus.

## Privates

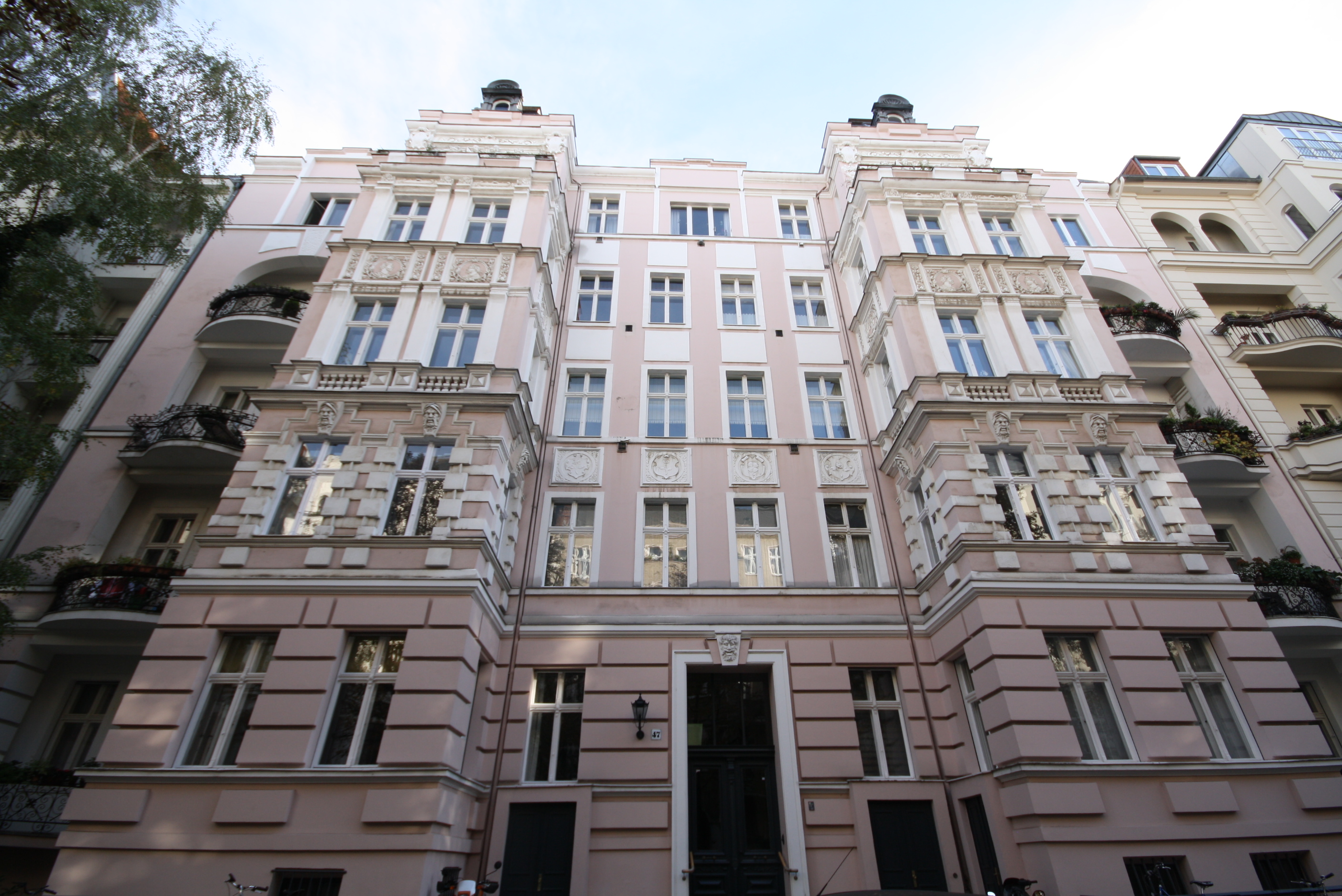
Das Haus Luitpoldstraße 47 in Berlin-Schöneberg, in dem von Brandis bis 1904 lebte

August von Brandis stammt von der nach Hildesheim übergesiedelten Linie der alten adeligen Familie von Brandis aus Alfeld an der Leine. Sein Vater August Friedrich von Brandis betreute die Güter der Familie im Baltikum, seine Mutter Therese Henriette Arendt entstammte einer Königsberger Gelehrtenfamilie. 1897 heiratete er Bertha von der Kuhlen (* 30. Dezember 1876 in Kaldenkirchen; † 28. Juli 1964 in Aachen), Tochter des Kaldenkirchener Ehrenbürgers Hermann von der Kuhlen. Aus der Ehe ging der Mediziner und Professor Hans-Joachim Friedrich von Brandis (* 24. August 1901 in Berlin; † 1971) hervor. In Berlin wohnte August von Brandis bis 1904 in der Luitpoldstraße 47. Anschließend während seiner Danziger Zeit in Johannisberg 11 in Langfuhr bei Danzig. 1911 kaufte er ein Haus als Ferienhaus in Huizen an der Zuidersee in den Niederlanden. 1914 gehörte er zu den über 3000 Unterzeichnern der Erklärung der Hochschullehrer des Deutschen Reiches.
Mitglied war er in der „Erholungs-Gesellschaft Aachen 1837“, einer Stiftung preußischen Rechts für Kaufleute, Juristen, Fabrikanten und Adelige, sowie dem Club Aachener Casino und gehörte seit 1946 als Ehrenmitglied (E.A.H.) der Aachener Burschenschaft Teutonia in der Allgemeine Deutschen Burschenschaft an.
In Nachlässen von zeitgenössischen Persönlichkeiten finden sich Autographen aus dem Austausch mit Brandis, beispielsweise ein Foto bei Ludwig Fahrenkrog, weiterhin Briefe an Max Laeuger, Wilhelm Scholkmann und Friedrich Kallmorgen.
August von Brandis war Eigentümer des Hauses Carlstraße (später Karlstraße, heute Haßlerstraße) Nr. 24, in dem er auch wohnte.
Von Brandis fand seine letzte Ruhestätte im Familiengrab auf dem Aachener Waldfriedhof.

## Ehrung
Neben den Auszeichnungen seiner Werke erhielt von Brandis auch persönliche Ehrungen:
- 1896 wurde Brandis in Berlin mit dem Menzelpreis ausgezeichnet.
- Im Jahr 1926 ehrte ihn die Technische Hochschule Danzig mit der Ernennung zu ihrem Ehrenbürger.
- „Auf Grund seines allgemeinen Ansehens und seiner großen Bedeutung als schaffender Künstler sowie in Anerkennung seines Wirkens als Hochschullehrer, der es verstanden hatte, mit ganz besonderem Erfolg durch seine starke Persönlichkeit die künstlerische Gesinnung der Jugend zu wecken und zu fördern und damit dem Ansehen der Hochschule auch nach außen hin zu dienen“ wurde laut Beschluss des Senates August von Brandis am 12. Mai 1929 zum Ehrenbürger der RWTH-Aachen ernannt.[44]
- Eröffnung des August-von-Brandis-Saals im Aachener Suermondt-Ludwig-Museum, 1948.
- Von-Brandis-Straße in Aachen-Mitte aus Anlass seines 100. Geburtstages im Jahr 1959.[45]